# Ротас, Василис
Василис Ротас (греч.  Βασίλης Ρώτας  1889 Хилиомо́ди, Коринфия — 1977 Афины) — греческий поэт, прозаик, театральный писатель, критик, переводчик и драматург 20-го века.
Автор гимна  Национально-освободительного фронта (ЭАМ).

## Биография
Ротас родился 23 апреля / 5 мая 1889 в Хилиомоди, Коринфия.
Учился в гимназии Коринфа, после чего учился и окончил Первую гимназию Варвакиса в Афинах. Учился на филологическом факультете Афинского университета. Учился театральному искусству на факультете драмы Афинской консерватории (1906-1910).
В 1910 году учился в училище офицеров запаса на острове Керкира.
Воевал в Балканских войнах (1912-1913) в звании лейтенанта.
Принял участие в победе греческой армии над болгарами в Битве под Килкисом и в завершающем сражении Второй Балканской войны в Кресненском ущелье.

## Гёрлиц
В период Первой мировой войны, в 1916 году, Ротас служил офицером в IV Корпусе армии, в городе Кавала.
Это был период Национального раскола, когда премьер-министр Элефтериос Венизелос требовал присоединиться к силам союзников, в то время как королевский двор настаивал на сохранение нейтралитета, в действительности симпатизируя Центральным державам.
Это политическое противостояние привело к беспрецедентному эпизоду в истории современной Греции, когда греческие офицеры – монархисты сдали немцам в августе 1916 года фортификации на греко-болгарской границе, вместе с частями IV корпуса армии.
Греческие солдаты этого корпуса (7 тыс. человек) официально не были военнопленными, но в качестве своеобразных заложников – гостей кайзера были перевезены в немецкий город Гёрлиц, где оставались до 1919 года.
Анекдотичным стал эпизод, когда немецкий офицер, учивший в своё время древний греческий язык, приветствовал на железнодорожном вокзале Гёрлица греческих солдат.
Немец использовал греческое приветствие «ΧΑΙΡΕΤΕ» (херете – радуйтесь, здравствуйте) с эразмийским произношением “хайрете”, вызвав хохот греческих солдат и недоумение немца.
Присутствие нескольких тысяч молодых солдат в городе с населением всего в 90 тысяч человек было ощутимым.
Отношения с немецким населением в целом были мирными. Некоторый антагонизм вызывали успехи греческих солдат у женского населения, в особенности в отсутствие значительной части немецкого мужского населения. Однако это не помешало сыграть несколько сотен греко-немецких свадьб.
Для Ротаса немецкий плен-гостеприимство стал значительным этапом его творческого пути.
Здесь он написал и подготовил к изданию свой первый поэтический сборник.
Здесь он написал свою первую, из ставших впоследствии популярными, работ «карагёзиса» (театра теней), восторженно втреченную солдатами, бывших в основном простыми крестьянскими парнями.

## Возвращение в Грецию
По окончании Первой мировой войны пленные Гёрлица стали возвращаться на Родину.
Вернувшись в Грецию, Ротас принял участие в начальном периоде Малоазийского похода греческой армии.
30 ноября 1920 года, монархистская «Народная партия», которая провела предвыборную кампанию под лозунгом «мы вернём наших парней домой», победила на парламентских выборах.
Ротас с его “монархическим прошлым” и приобрёвший в Гёрлице знание немецкого языка, был отозван из Малой Азии и в течение двух лет (1921-1922) служил военным атташе в греческом посольстве в Берлине.
В 1921 году женился на своей подруге детства Екатерине Яннакопулу, с которой у него было трое детей: Ренос (ставший врачом), Марула (ставшая актрисой) и Никифорос (будущий композитор).
Ротас ушёл в отставку в 1926 году в звании полковника и полностью посвятил себя литературе, переводам и театру.

## Сопротивление
В годы тройной, германо-итало-болгарской, оккупации Греции (1941-1944) Ротас вступил в Национально-освободительный фронт Греции (ЭАМ).
Ротас является автором гимна ЭАМ (стихов и музыки).
По его собственному описанию гимн родился "на ходу". В начале зимы 1943 года направляясь вместе с будущим известным греческим и венгерским скульптором Мемосом Макрисом  на подпольную сходку одной из организаций литераторов и художников в центре Афин, Ротас неожиданно для самого себя стал подбирать стихи одновременно напевая их в ритме быстрого пешего хода. На вопрос Макриса что это за песня, Ротас ответил что и сам не знает, она только рождается в его голове.
Открытие заседания на сходке задерживалось и Макрис решил проинформировать собравшихся что у Ротаса есть новая песня.
Ротас спел её. Собравшиеся и руководительница организации Электра Апостолу приняли её с энтузиазмом.
В тот же вечер Электра послала одну из подпольщиц записать стихи и ноты  гимна.
Когда через несколько месяцев Ротас ушёл в горы, его гимн знали и пели все на территории Свободной Греции:
Свобода прекрасная ко́ра
С вершин нисходит она
Берёт её в объятия народ
Ликует и танцует и поёт

## Послевоенные годы
С конца 1940-х годов подругой его жизни стала писательница Вула Дамианаку, с которой он жил с 1954 года в Неа-Макри в Аттике.
Василис Ротас умер в 1977 году в Афинах в возрасте 88 лет.

## Творчество Ротаса
Ротас начал впервые публиковать свои стихотворения в журнале Нумас в 1908 году.
Его статьи, рассказы, театральная критика и очерки του публиковались в подпольной прессе в период оккупации, в “Свободных Новостях” (Ελεύθερα Νέα), “Вечерней” (Βραδυνή), “Утренней” (Πρωία), газете “Эстиа” (Очаг) и журнале Театр (1961-1965) и в “Народной речи” (Λαϊκό Λόγο) (1965-1967).
Он также был одним из основных сотрудников Греческая литература и основал вместе с другими студентами в 1910 году “Студенческое товарищество”.
Ротас был также основателем “Народного театра Афин” (1930-1937), который был закрыт с установлением в стране в 1936 году диктатуры генерала Метаксаса.
В годы тройной, гемано-итало-болгарской, оккупации Греции он организовал Театральное училище (Θεατρικό Σπουδαστήριο), в сотрудничестве с Маркосом Авгерисом, Софией Мавроиди-Пападаки, Яннисом Царухисом, Антонисом Фокасом, Маносом Катракисом и руководил Театральной труппой ЭПОН Фессалии в горах Свободной Греции и в сёлах фессалийской равнины.
Позже он преподавал в Профессиональной школе театра и в Школе драмы консерватории Пирея.
Кроме поэзии и театра Ротас уделил внимание также переводам.
В истории греческого театра он известен также своими переводами Шекспира.
Большую известность получило переложение на современный разговорный язык комедии Аристофана Птицы для представления Театра искусств Каролоса Куна в 1961 году.
Василис Ротас был подвержен влиянию не столько эстетических течений своей эпохи, сколько фольклорных традиций и демотической песни, а также народных сказок и театра теней Карагиозис.
Позиция Ротаса выражается словами что "создателем, катализатором и получателем всего является народ".
При этом влияние на его творчество оказал Шекспир и древняя греческая драма.
Во многих своих работах Ротас следовал форме и структуре греческой трагедии (как например в Греческой молодости, 1946) и исторических драм Шекспира (как например в Ригас Велестинлис, 1936 – и Колокотронис, , 1955) и греческого театра теней (1955).

## Работы

### Поэзия
- Песнь убитых – Скрытая печаль (Το τραγούδι των σκοτωμένων – Κρυφός καημός. Gorlitz, Verlangsanstalt Gorlitzer Nachrichten und Anzeiger, 1917).
- Песнь горбуна и другие песни (Το τραγούδι του καμπούρη και άλλα τραγούδια. 1920.)
- Весенний ветер (Ανοιξιάτικο αγέρι. Gorlitz, Verlangsanstalt Gorlitzer Nachrivhten und Anzeiger, 1923.)
- Детские песни (Παιδιάτικα τραγούδια. 1943.)
- Сумасшедший курс (Τρελή πορεία. Αθήνα, 1945.)
- Песни оккупации, патриотические, героические (Τραγούδια της κατοχής πατριωτικά ηρωικά. Αθήνα, έκδοση του ποιητή, 1952.)
- Гитара и гвоздика (Κιθάρα και γαρούφαλλο• ερωτικά και άλλα ποιήματα. Αθήνα, Ίκαρος, 1953.)
- Реквием (Μνημόσυνο. Αθήνα, 1961. (σε συνεργασία με τη Βούλα Δαμιανάκου).
- ...вместо того чтобы покровителей иметь (…παρά προστάτας νάχωμεν. Αθήνα, 1974.)
- Вечерняя песнь (Βραδινό τραγούδι. Αθήνα, 1974.
- Вечерняя песнь II (Βραδυνό τραγούδι Β΄. Αθήνα, 1980.
- Песни Сопротивления (Τραγούδια της Αντίστασης. Αθήνα, 1981).

### Театр
- Пусть живёт Месолонгион (Να ζει το Μεσολόγγι. Αθήνα, έκδοση των Μουσικών Χρονικών, 1927.)
- Двенадцатилетний Иисус в храме (Ιησούς δωδεκαετής εν τω ναώ• Δράμα. Μουσική Ψάχου. Αθήνα, Δημητράκος, 1929.)
- Узнаю тебя по ... (Σε γνωρίζω από την κόψη• Δραματική σκηνή. Αθήνα, 1928.)
- Домашняя еда (Σπιτίσιο φαΐ. Αθήνα, 1929.)
- Девочки восстают (Τα κορίτσια επαναστατούν. Αθήνα, 1930.)
- Сердечко (Ο Καρδούλας. Αθήνα, 1930.)
- Подушечный бой (Μαξιλαριές. Αθήνα, 1931.)
- Танец игр (Ο χορός των παιχνιδιών. Αθήνα, 1931.)
- Подушечный бой (Οι Μαξιλαριές. Αθήνα, Δημητράκος, 1933.)
- Танец игр (Ο χορός των παιχνιδιών. Αθήνα, Δημητράκος, 1933.)
- Ригас Велестинлис (Ρήγας ο Βελεστινλής. Αθήνα, Γκοβόστης, 1936.[8])
- Пианино – комедия для кукол (Το πιάνο• Κωμωδία για κούκλες. Αθήνα, 1943.)
- Грамотеи – комедия (Γραμματιζούμενοι• Κωμωδία. Αθήνα, έκδοση του συγγραφέα, 1943.)
- Греческая молодость – трагедия (Ελληνικά νιάτα• Τραγωδία. Αθήνα, Γκοβόστης, 1946.)
- Герой (Ο ήρωας. Αθήνα, 1947.
- Сказка о бобине (Το παραμύθι της ανέμης• Κωμωδία. Αθήνα, έκδοση του συγγραφέα, 1953.)
- Карагиозис (Καραγκιόζικα. Αθήνα, 1955.)
- Колокотронис – разгром Драмали-паши- героическая драма в трёх актах (Κολοκοτρώνης• ή Η νίλα του Δράμαλη• Ηρωικό δράμα σε τρεις πράξεις. Αθήνα, ανάτυπο από την Επιθεώρηση Τέχνης, 1955.)
- Зоренька – песенки, игры стихов, мифы (Αυγούλα • Τραγουδάκια – Στιχοπαίγνια – Μύθοι. Με μουσική Νικηφόρου Β. Ρώτα. Εικόνες Κατερίνας Νικ.Ρώτα. 1974.)
- Театр для детей (Θέατρο για παιδιά. Αθήνα, 1975.)
- Карагиозис II (Καραγκιόζικα Β΄. Αθήνα, 1978.)

### Проза
- Старые истории (Παλιές ιστορίες• Διηγήματα. Αθήνα, Ίκαρος, 1955)
- Имущество и другие рассказы (Η περιουσία και άλλα διηγήματα. Αθήνα, περ. "Λαϊκός λόγος", 1966)
- Десять сказок (Δέκα παραμύθια. Αθήνα, 1981).)

### Исследования
- Руководство для школьных спектаклей (Οδηγός για σχολικές παραστάσεις. 1931.
- Введение в школьный театр (Εισαγωγή στο θέατρο του σχολείου. Αθήνα, Δημητράκος, 1933.
- Технологические (Τεχνολογικά Α΄. Αθήνα, 1951.)
- Технологические II (Τεχνολογικά Β΄. Αθήνα, 1952.)
- Охранники интеллектуальной свободы (Δραγάτες πνευματικής ελευθερίας. Αθήνα, 1961.)
- Демократы парадемократы (Δημοκράτες παραδημοκρατικοί. Αθήνα, 1965 (σε συνεργασία με τη Βούλα Δαμιανάκου)).
- Жизнь и действия – записи дневника (Βίος και πολιτεία (σημειώματα ημερολογίου). Αθήνα, 1980.)
- Театр и Сопротивление (Θέατρο και Αντίσταση. Αθήνα, Σύγχρονη Εποχή, 1981.
- Борьба в греческих горах (Ο αγώνας στα ελληνικά βουνά. Αθήνα, 1982.
- Критические размышления о Одиссее Казандзакиса (Κριτικοί στοχασμοί πάνω στην Οδύσσεια του Καζαντζάκη. Αθήνα, 1983.
- Театр и язык (Θέατρο και γλώσσα 1-2. 1986.

### Переводы
- Лев Толстой, Анна Каренина (Τολστόι Λέων, Άννα Καρένινα• Πρόλογος Ε.Φ. – Μετάφρασις Βασ. Ρώτα Α΄. Αθήνα, Ελευθερουδάκης, 1924.)
- Шекспир, Собрание сочинений (Σαίξπηρ, Άπαντα. Αθήνα, 1927-1974 (και σε συνεργασία με τη Βούλα Δαμιανάκου)).
- Шиллер, Фридрих, Мария Стюарт (пьеса) (Σίλλερ, Μαρία Στιούαρτ• Δράμα σε πέντε πράξεις• Μετάφραση Β.Ρώτα. Αθήνα, έκδοση των Μουσικών Χρονικών, 1932.)
- Фридрих Шиллер, Дон Карлос (драма) (Δον Κάρλος• Δραματικόν ποίημα εις 5 πράξεις• Μετάφρασις Β.Ρώτα. Αθήνα, 1933.)
- Гауптман, Герхарт, «Ганнеле» (Hanneles Himmelfahrt), (Η Χάνελε πάει στον παράδεισο. Αθήνα, 1943.)
- Герхарт Гауптман, «Роза Бернд» (Rosa Bernd), (Ρόζε Μπερντ. Αθήνα, 1953.)
- Иностранная лирика (Ξένα λυρικά. Αθήνα, Ίκαρος, 1955.)
- Тирсо де Молина, «Дон Хиль Зелёные штаны» (Δον Τζιλ με το πράσινο παντελόνι. Αθήνα, 1965.
- Кальдерон де ла Барка, Педро «Саламейский алькальд» (Καλντερόν, Ο Δήμαρχος της Καλαμέα. )

## Внешние ссылки
- Καραγιάννης, Αθανάσιος, Ο Βασίλης Ρώτας ( 1889 - 1977 ) και η συμβολή του στη λογοτεχνία για παιδιά και εφήβους, Διδακτορική Διατριβή, Πανεπιστήμιο Ιωαννίνων, Σχολή Επιστημών Αγωγής, Τμήμα Παιδαγωγικό Νηπιαγωγών,2005 Τώρα: Ο Βασίλης Ρώτας και το έργο του για παιδιά και έφηβους. Θέατρο. Ποίηση. Πεζογραφία. Κλασσικά εικονογραφημένα, Σύγχρονη Εποχή, Αθήνα 2007, σσ. 660